# Julien Mazet

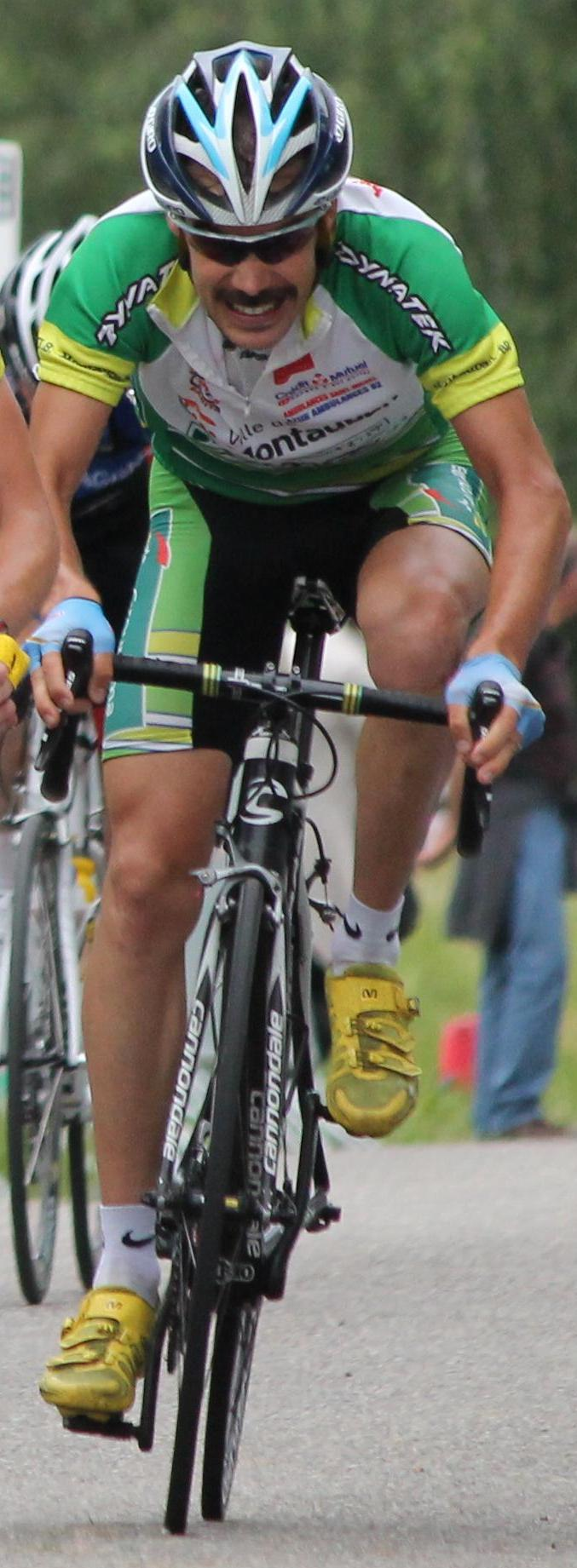
Julien Mazet (2012)

Julien Mazet (* 19. März 1981 in Villeneuve-sur-Lot) ist ein ehemaliger französischer Radrennfahrer.

## Sportliche Karriere
Der Vater von Julien Mazet war Guy Mazet, ein Landwirt und Obsthändler, der Anfang der 1970er Jahre vier Mal Straßenmeister der Auvergne. Der Sohn Julien kam 2002 in das Farmteam von Crédit Agricole. In seinem zweiten Jahr dort konnte er in der U23-Klasse den Le Transalsace International sowie die französische Zeitfahrmeisterschaft für sich entscheiden. Im darauf folgenden Jahr gewann er zwei Etappen beim Giro della Valle d’Aosta. 2005 wechselte er dann zu dem französischen Continental Team Auber 93, wo er eine Etappe der Tour de la Manche auf sein Konto schreiben konnte.
2010 beendete Mazet seine Profi-Laufbahn, fuhr aber weiterhin Rennen als Amateur. Gemeinsam mit seiner Frau begann er ein landwirtschaftliches Projekt in der Ardèche. Auch der Neffe von Julien Mazet, Corentin Salles, ist als Radrennfahrer aktiv.

## Erfolge
2003
- Französischer Meister – Einzelzeitfahren (U23)

2004
- zwei Etappen Giro della Valle d’Aosta

## Teams
- 2005 Auber 93
- 2006 Auber 93
- 2007 Team Astana
- 2008 Team Astana
- 2009 Auber 93
- 2010 Big Mat-Auber 93
- 2011 GSC Blagnac